# Salix paraphylicifolia
Salix paraphylicifolia är en videväxtart som beskrevs av Chang Y. Yang. Salix paraphylicifolia ingår i släktet viden, och familjen videväxter. Inga underarter finns listade i Catalogue of Life.